# Torneo masculino de fútbol en los Juegos Panamericanos de 2023
El fútbol masculino en los Juegos Panamericanos de Santiago 2023 se disputó entre el 23 de octubre y el 4 de noviembre de 2023.
Participaron en el torneo la selección de Chile como anfitrión, las tres primeras selecciones posicionadas del Campeonato Sudamericano de Fútbol Sub-20 de 2023, los tres mejores del Campeonato Sub-20 de la Concacaf de 2022 y la selección de México como equipo invitado de Concacaf. Participaron las selecciones sub-23 con tres jugadores extra edad, es decir los mismos criterios que en los Juegos Olímpicos de París 2024.
El torneo se disputó en dos sedes, el Estadio Sausalito de Viña del Mar y el Estadio Elías Figueroa de Valparaíso.

## Equipos participantes
| Clasificatorias | Clasificatorias |
| --------------- | --------------- |
| Conmebol        | Concacaf        |

| Equipos participantes | Equipos participantes | Equipos participantes | Equipos participantes |  |
| --------------------- | --------------------- | --------------------- | --------------------- |  |
| Chile                 | Estados Unidos        | Honduras              | México                |  |
| República Dominicana  | Uruguay               | Brasil                | Colombia              |  |

## Primera fase
Los horarios corresponden a la hora de Chile (UTC-3).

### Grupo A
| Equipo               | Pts | PJ | PG | PE | PP | GF | GC | Dif. |
| -------------------- | --- | -- | -- | -- | -- | -- | -- | ---- |
| Chile                | 9   | 3  | 3  | 0  | 0  | 7  | 0  | 7    |
| México               | 4   | 3  | 1  | 1  | 1  | 1  | 1  | 0    |
| Uruguay              | 3   | 3  | 1  | 0  | 2  | 1  | 2  | -1   |
| República Dominicana | 1   | 3  | 0  | 1  | 2  | 0  | 6  | -6   |

|  | Clasificado para las semifinales. |

| 69 de octubre de 2023, 15:00 | Uruguay       | 1:0 (1:0) | República Dominicana | Estadio Sausalito, Viña del Mar |                        |
|                              | Rodríguez 35' | Reporte   |                      | Árbitro(s): Juan López          | Árbitro(s): Juan López |

| 23 de octubre de 2023, 20:00 | Chile        | 1:0 (1:0) | México | Estadio Sausalito, Viña del Mar |                          |
|                              | Guerrero 28' | Reporte   |        | Árbitro(s): Bryan Loayza        | Árbitro(s): Bryan Loayza |

| 26 de octubre de 2023, 13:00 | México | 0:0     | República Dominicana | Estadio Elías Figueroa, Valparaíso |                             |
|                              |        | Reporte |                      | Árbitro(s): Jesús Cartagena        | Árbitro(s): Jesús Cartagena |

| 26 de octubre de 2023, 18:00 | Chile       | 1:0 (1:0) | Uruguay | Estadio Elías Figueroa, Valparaíso |                            |
|                              | Aravena 45' | Reporte   |         | Árbitro(s): Yender Herrera         | Árbitro(s): Yender Herrera |

| 29 de octubre de 2023, 13:00 | Uruguay | 0:1 (0:1) | México              | Estadio Elías Figueroa, Valparaíso |                        |
|                              |         | Reporte   | Saldivia 28' (a.g.) | Árbitro(s): Juan López             | Árbitro(s): Juan López |

| 29 de octubre de 2023, 18:00 | Chile                                                              | 5:0 (2:0) | República Dominicana | Estadio Sausalito, Viña del Mar |                          |
|                              | Fuentes 15' · Alfaro 28' · Assadi 75' · Montes 90' · Aravena 90+1' | Reporte   |                      | Árbitro(s): Bryan Loayza        | Árbitro(s): Bryan Loayza |

### Grupo B
| Equipo         | Pts | PJ | PG | PE | PP | GF | GC | Dif. |
| -------------- | --- | -- | -- | -- | -- | -- | -- | ---- |
| Brasil         | 9   | 3  | 3  | 0  | 0  | 6  | 0  | 6    |
| Estados Unidos | 6   | 3  | 2  | 0  | 1  | 4  | 2  | 2    |
| Colombia       | 3   | 3  | 1  | 0  | 2  | 2  | 4  | -2   |
| Honduras       | 0   | 3  | 0  | 0  | 3  | 1  | 7  | -6   |

|  | Clasificado para las semifinales. |

| 23 de octubre de 2023, 13:00 | Colombia              | 2:0 (2:0) | Honduras | Estadio Elías Figueroa, Valparaíso |                            |
|                              | Ruiz 16' · Cortés 41' | Reporte   |          | Árbitro(s): Fernando Véjar         | Árbitro(s): Fernando Véjar |

| 23 de octubre de 2023, 18:00 | Brasil      | 1:0 (0:0) | Estados Unidos | Estadio Elías Figueroa, Valparaíso |                                  |
|                              | Miranda 86' | Reporte   |                | Árbitro(s): José Matos Uzcategui   | Árbitro(s): José Matos Uzcategui |

| 26 de octubre de 2023, 15:00 | Estados Unidos              | 2:1 (0:1) | Honduras   | Estadio Sausalito, Viña del Mar |                            |
|                              | Leyva 72' · Ku-DiPietro 90' | Reporte   | García 19' | Árbitro(s): Manuel Vergara      | Árbitro(s): Manuel Vergara |

| 26 de octubre de 2023, 20:00 | Brasil                                  | 2:0 (1:0) | Colombia | Estadio Sausalito, Viña del Mar |                         |
|                              | Guilherme Biro 16' · Gabriel Pirani 51' | Reporte   |          | Árbitro(s): José Burgos         | Árbitro(s): José Burgos |

| 29 de octubre de 2023, 13:00 | Brasil                                                     | 3:0 (0:0) | Honduras | Estadio Sausalito, Viña del Mar  |                                  |
|                              | Ronald Cardoso 50' · Gustavo Martins 54' · Thauan Lara 79' | Reporte   |          | Árbitro(s): José Matos Uzcategui | Árbitro(s): José Matos Uzcategui |

| 29 de octubre de 2023, 18:00 | Colombia | 0:2 (0:0) | Estados Unidos       | Estadio Elías Figueroa, Valparaíso |                            |
|                              |          | Reporte   | Ikoba 63' · Neri 76' | Árbitro(s): Fernando Véjar         | Árbitro(s): Fernando Véjar |

## Fase de colocación (5.°al8.°puesto)
|  | Séptimo puesto               |   |
|  |                              |   |
|  | 1 de noviembre, Viña del Mar |   |
|  |                              |   |
|  | República Dominicana         | 1 |
|  | República Dominicana         | 1 |
|  | Honduras                     | 3 |
|  | Honduras                     | 3 |

|  | Quinto puesto              |       |
|  |                            |       |
|  | 1 de noviembre, Valparaíso |       |
|  |                            |       |
|  | Uruguay                    | 0 (4) |
|  | Uruguay                    | 0 (4) |
|  | Colombia                   | 0 (3) |
|  | Colombia                   | 0 (3) |

### Séptimo y octavo puesto
| 1 de noviembre de 2023 | República Dominicana | 1:3 (1:2) | Honduras                            | Estadio Sausalito, Viña del Mar |                                 |
| 14:00                  | Ciriaco 40'          | Reporte   | Miranda 11' · Carter 45' · Ruiz 88' | Árbitro(s): Juan Carlos Andrade | Árbitro(s): Juan Carlos Andrade |

### Quinto y sexto puesto
| 1 de noviembre de 2023 | Uruguay                                             | 0:0 (4:3 p.)               | Colombia                                      | Estadio Elías Figueroa, Valparaíso |                            |
| 12:00                  |                                                     | Reporte                    |                                               | Árbitro(s): Manuel Vergara         | Árbitro(s): Manuel Vergara |
|                        |                                                     | Tiros desde el punto penal |                                               |                                    |                            |
|                        | O'Neil · Nandín · De los Santos · Lavega · Pieñeiro |                            | Palacios · Castilla · Rojas · Mosquera · Ruiz |                                    |                            |

## Fase final
|  | Semifinales                  | Semifinales                  |       |                              | Final                        | Final |  |
|  |                              |                              |       |                              |                              |       |  |
|  |                              |                              |       |                              |                              |       |  |
|  | 1 de noviembre, Valparaíso   |                              |       |                              |                              |       |  |
|  | Chile                        | 1                            |       |                              |                              |       |  |
|  | Estados Unidos               | 0                            |       |                              |                              |       |  |
|  |                              |                              |       |                              |                              |       |  |
|  |                              |                              |       |                              | 4 de noviembre, Viña del Mar |       |  |
|  |                              |                              |       |                              | Chile                        | 1 (2) |  |
|  |                              | Brasil                       | 1 (4) |                              |                              |       |  |
|  |                              |                              |       |                              |                              |       |  |
|  |                              |                              |       |                              |                              |       |  |
|  |                              |                              |       |                              | Tercer lugar                 |       |  |
|  | 1 de noviembre, Viña del Mar | 1 de noviembre, Viña del Mar |       | 4 de noviembre, Viña del Mar | 4 de noviembre, Viña del Mar |       |  |
|  | Brasil                       | 1                            |       | Estados Unidos               | 1                            |       |  |
|  | México                       | 0                            |       |                              | México                       | 4     |  |

### Semifinales
| 1 de noviembre de 2023 | Chile     | 1:0 (0:0) | Estados Unidos | Estadio Elías Figueroa, Valparaíso |                        |
| 17:00                  | Pérez 57' | Reporte   |                | Árbitro(s): Juan López             | Árbitro(s): Juan López |

| 1 de noviembre de 2023 | Brasil          | 1:0 (1:0) | México | Estadio Sausalito, Viña del Mar |                          |
| 20:00                  | Leone 2' (a.g.) | Reporte   |        | Árbitro(s): Bryan Loayza        | Árbitro(s): Bryan Loayza |

### Partido por la medalla de bronce
| 4 de noviembre de 2023 | Estados Unidos | 1:4 (1:1) | México                                        | Estadio Sausalito, Viña del Mar |                            |
| 13:00                  | Ikoba 23'      | Reporte   | Carrillo 42', 72' · Fulgencio 50' · Ávila 88' | Árbitro(s): Fernando Véjar      | Árbitro(s): Fernando Véjar |

### Partido por la medalla de oro
| 4 de noviembre de 2023 | Chile                                  | 1:1 (1:0) (2:4 p.)         | Brasil                                                                          | Estadio Sausalito, Viña del Mar |                            |
| 20:00                  | Guerrero 42'                           | Reporte                    | Ronald Cardoso 83'                                                              | Árbitro(s): Yender Herrera      | Árbitro(s): Yender Herrera |
|                        |                                        | Tiros desde el punto penal |                                                                                 |                                 |                            |
|                        | Zaldivia · Villagra · Fuentes · Montes |                            | Matheus Nascimento · Ronald Cardoso · Lucas Figueiredo · Miranda · Mycel Pontes |                                 |                            |

|                           |
| Bandera de Brasil         |
| Campeón Brasil 5.º título |

## Estadísticas

### Clasificación general
| Pos. | Equipo               |
| ---- | -------------------- |
|      | Brasil               |
|      | Chile                |
|      | México               |
| 4    | Estados Unidos       |
| 5    | Uruguay              |
| 6    | Colombia             |
| 7    | Honduras             |
| 8    | República Dominicana |

### Tabla de ubicaciones
| Pos. | Equipos              | Pts. | PJ | PG | PE | PP | GF | GC | Dif | Rend. |
| ---- | -------------------- | ---- | -- | -- | -- | -- | -- | -- | --- | ----- |
| 1    | Chile                | 13   | 5  | 4  | 1  | 0  | 9  | 1  | 8   | 86.6% |
| 2    | Brasil               | 13   | 5  | 4  | 1  | 0  | 8  | 1  | 7   | 86.6% |
| 3    | México               | 7    | 5  | 2  | 1  | 2  | 5  | 3  | 2   | 46.6% |
| 4    | Estados Unidos       | 6    | 5  | 2  | 0  | 3  | 5  | 7  | -2  | 40%   |
| 5    | Uruguay              | 4    | 4  | 1  | 1  | 2  | 1  | 2  | -1  | 33.3% |
| 6    | Colombia             | 4    | 4  | 1  | 1  | 2  | 2  | 4  | -2  | 33.3% |
| 7    | Honduras             | 3    | 4  | 1  | 0  | 3  | 4  | 8  | -4  | 25%   |
| 8    | República Dominicana | 1    | 4  | 0  | 1  | 3  | 1  | 9  | -8  | 8.3%  |

### Goleadores
2 goles
- Alexander Aravena
- Maximiliano Guerrero
- Tega Ikoba
- Jordan Carrillo
- Ronald Cardoso

1 gol
- Emiliano Rodríguez
- César Fuentes
- Julián Alfaro
- Lucas Assadi
- Clemente Montes
- César Pérez
- Daniel Ruiz
- Carlos Manuel Cortés
- Miranda
- Guilherme Biro
- Gabriel Pirani
- Gustavo Martins
- Thauan Lara
- Antony García
- Jeffry García
- Daniel Carter
- David Ruiz
- Danny Leyva
- Theodore Ku-DiPietro
- Rodrigo Neri González
- Álex Ciriaco
- Raymundo Fulgencio
- Alí Ávila

Autogoles
- Alan Saldivia (a favor de México)
- Antonio Leone (a favor de Brasil)